# 柴橋站

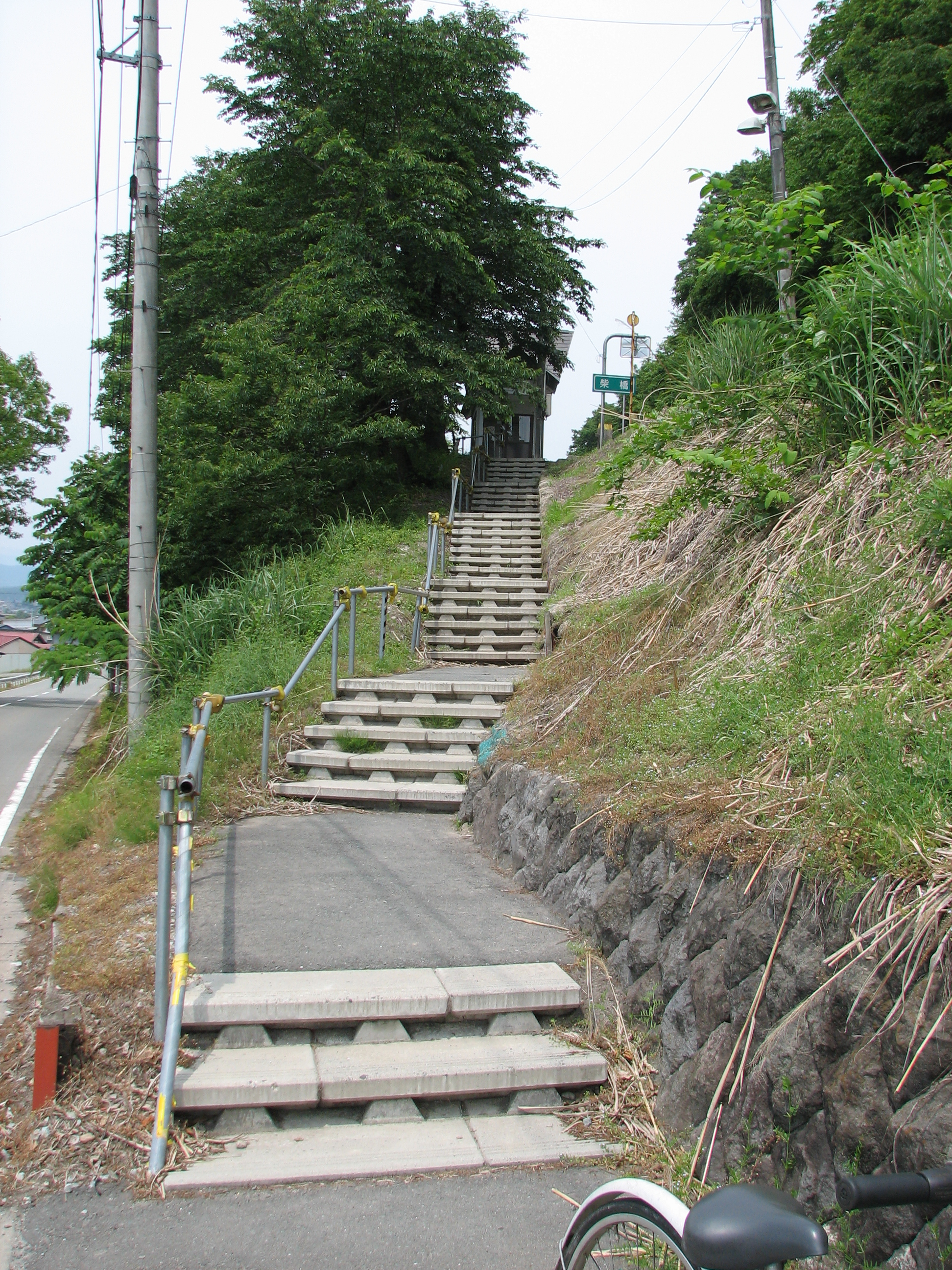
前往柴橋站的樓梯

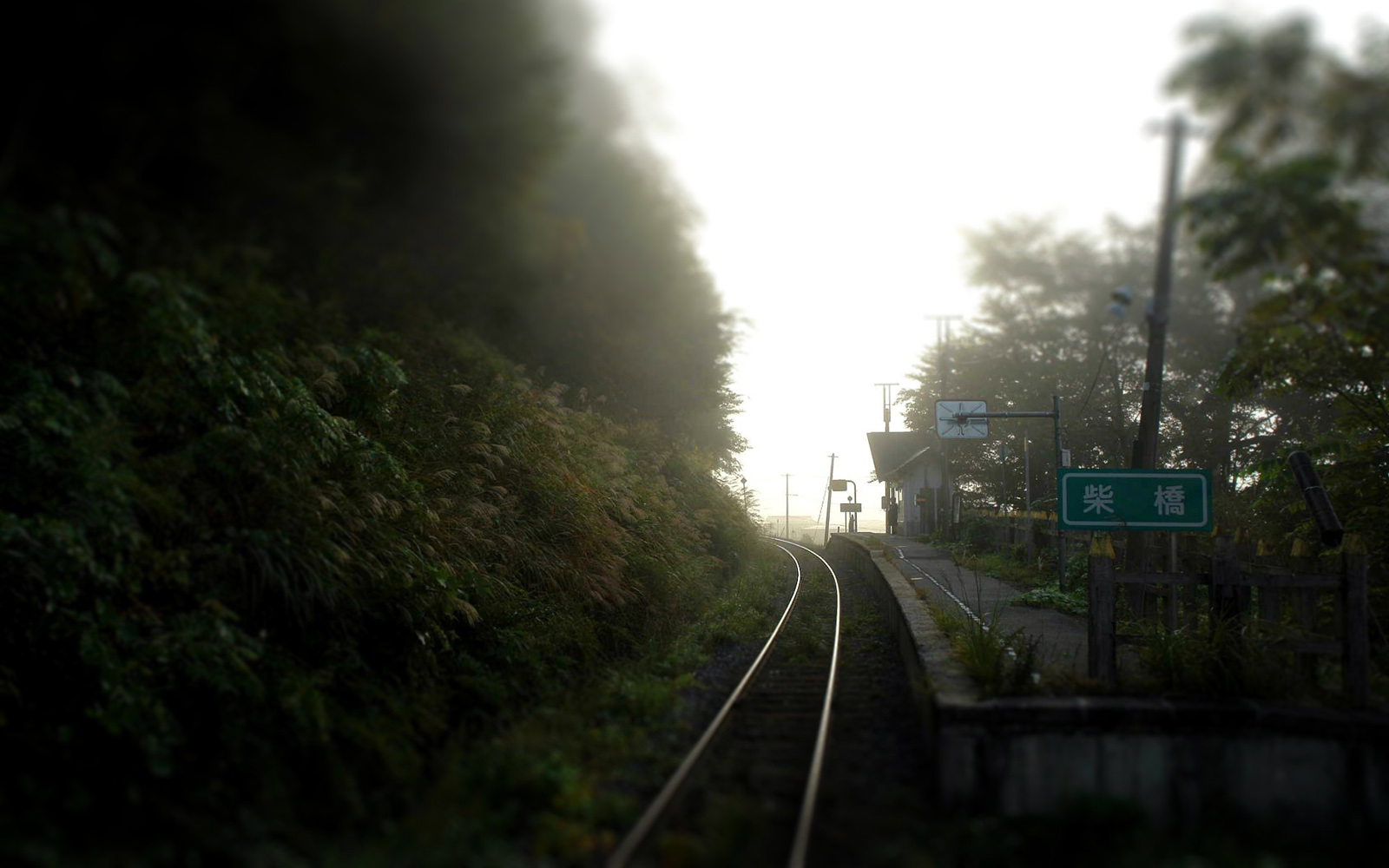
月台

柴橋站（日语：／ Shibahashi eki */?）是位於山形縣寒河江市大字松川字木之澤453番地，東日本旅客鐵道（JR東日本）的左澤線車站。

## 歷史
- 1951年（昭和26年）12月25日：車站啟用[1]。
- 1987年（昭和62年）4月1日：伴隨國鐵分割民營化，車站由東日本旅客鐵道（JR東日本）營運[2]。
- 2001年（平成13年）7月：由於寒河江站進行遷移車站工程，因此包括此站在內，羽前長崎至左澤站之間暫停服務，開設代行巴士。
- 2002年（平成14年）2月16日：羽前長崎站至左澤站之間重開[3]。同時現時的車站大樓開始使用。

## 車站構造
車站是一座地面車站，設有1面1線的單式月台。月台只可容納2卡車廂，4、6卡列車停靠此站時，只會開啟前方2輛車廂（選擇性車門操作）。另外，在月台上設有大櫻花樹。
此站是由寒河江站管理的無人車站。此站沒有車站大樓，候車室在2002年建成。

## 使用狀況
在2004年度，1日平均乘車人次為13人。
| 乘車人次變化 | 乘車人次變化 |
| 年度         | 1日平均人次  |
| ------------ | ------------ |
| 2000         | 19           |
| 2001         | 16           |
| 2002         | 15           |
| 2003         | 13           |
| 2004         | 13           |

## 車站周邊
月台設有較陡峭的樓梯連接縣道。
- 最上川
- 平野山
- 平野山隧道 - 山形自動車道
- 國道287號（日语：国道287号）
- 山形縣道23號天童大江線（日语：山形県道23号天童大江線）
- 山交巴士（日语：山交バス (山形県)）「松川」巴士站

## 相鄰車站
東日本旅客鐵道（JR東日本）
■左澤線
羽前高松－柴橋－左澤

## 注腳
1. 1 2  「日本国有鉄道公示第349号」『官報』1951年12月21日（國立國會圖書館數碼化資料）
2. ↑  『交通年鑑 昭和63年版』 交通協力會，1988年3月。
3. ↑  . RAIL FAN (鐵道友之會). 2002-05-01, 49 (5): 24 （日语）.
4. ↑  『山形県の鉄道輸送』平成26年度版 - 山形県 （页面存档备份，存于）（日語）

## 外部連結
- 車站資訊（柴橋）：東日本旅客鐵道（日語）